# Леліо Орсі
Леліо Орсі (італ. Lelio Orsi; 1511, Новеллара — 1587, Новеллара) — італійський маля́р епохи Відродження зі школи Реджо Емілія (італ. Reggio Emilia).
Він народився і помер у Новеллара, хоча більшість його творів було створено в Реджо. Ймовірно, він навчався під керівництвом когось на кшталт Джованні Джарола (італ. Giovanni Giarola), учня Антоніо да Корреджо. Існує документальне свідчення, що він відвідував Рим у 1554–55 роках, де можливо підпав під вплив Джироламо Бедолі (італ. Girolamo Bedoli), Антоніо да Корреджо та прототипа маньєристів Джуліо Романо, а також Мікеланджело та його послідовника Даніеле да Вольтерра (італ. Daniele da Volterra). Кажуть, що він навчав Рафаеліно да Реджо (італ. Raffaellino da Reggio). Він був однаково вмілим як у створенні зовнішнього так і внутрішнього оздоблення. Більшість його робіт є невеличкі, кабінетного формату. Велика частина його спадку врешті опинилася у колекціях герцоґів Есте у Феррарі.

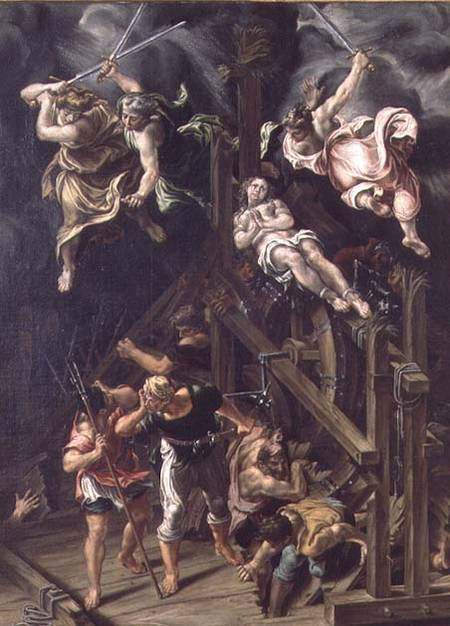
Леліо Орсі, Мучеництво святої Катерини, Галерея Естенсе, Модена, 1560

Здається, що Орсі «читає» Корреджо через призму маньєриста, ноктюрна. Живописно нереальна простота Корреджо затиснута тут у химерні пози, перспектива викривлена, тло переповнене. Інколи це викликає розпач. Тоді як янголи вгорі з оголеними божественними мечами вітають перемогу, споглядаючи «Мучеництво Св. Катерини» навпаки здається, що страта була зірвана через те, що розкололась підлога та вийшли з ладу механізми.

## Вибрані твори
- «Мучеництво святої Катерини» (1560) — Галерея Естенсе, Модена
- «Покійний Христос в оточенні Милосердя та Справедливості»
- Мадонна дела Ґ'яра (1569)
- Святі Сецілія і Валеріан — Галерея Боргезе, Рим
- лат. Noli Me Tangere — Вадсвордський Атенеум, Гартфорд
- «Поклоніння пастухів» (1565–70) — Берлін, Далем
- «Дорога в Емаус» (1565) — Національна галерея, Лондон
- «Св. Юрій і дракон» (1550) — Національний музей Каподімонте, Неаполь
- «Христос у Гетсиманському саду» (1545) — Галерея Стросмаєра, Заґреб